# 贝比群岛
贝比群岛（英語：Baby Islands）又叫作“嬰兒群岛”，位在阿拉斯加西南方，在福克斯群島的烏納爾加島東北方約1.9公里。該島由五座島嶼組成，島長從300至1000公尺不等，最高點海拔高度皆只距海平面數公尺左右，目前無人居住在任何一座島上。島上時常有大量的長腮鬚海雀聚集。島嶼周圍海域因岩石暗礁多，以及多水域水深接近於海面下，對於船隻而言是危險的海域。